# Ronnie Barron
Pour les articles homonymes, voir Barron.
 (décembre 2017).
Si vous disposez d'ouvrages ou d'articles de référence ou si vous connaissez des sites web de qualité traitant du thème abordé ici, merci de compléter l'article en donnant les références utiles à sa vérifiabilité et en les liant à la section « Notes et références ».
Ronnie Barron, pseudonyme de Ronald Raymond Barrosse, né le 9 octobre 1943 à la Nouvelle-Orléans en Louisiane et mort le 20 mars 1997 à Los Angeles, est un musicien et acteur américain.

## Biographie
Ronald Raymond Barrosse débute comme pianiste d'enregistrement en 1970, il enregistre avec Paul Butterfield, Canned Heat, Ry Cooder, Tom Waits, Eric Burdon The Animals et Sonny and Cher.
Il fut marié avec Linda Kelly, ils ont deux enfants, Ronald Raymond et Ava. Il meurt le 20 mars 1997 d'une crise cardiaque.

## Discographie
- 1971  : Reverend Ether ; Polydor
- 1983  : Bon Ton Roulette ; Takoma[1]
- 1994  : My New Orleans Soul ; Aim Records
- 2006  : Smile of Life[2]

## Filmographie
- 1978 : Stony Island
- 1982 : Coup de cœur
- 1986 : Sale temps pour un flic
- 1986 : Playing for Keeps
- 1988 : Nico